# TACHIKAWA STAGE GARDEN
TACHIKAWA STAGE GARDEN（タチカワステージガーデン）は、東京都立川市に整備された多摩地域初の民間運営アリーナ。

## 概要
立飛ホールディングスが、JR立川駅北口地区に開発したGREEN SPRINGSにおける中核施設で、運営は一般社団法人立飛教育文化振興会が手掛ける。
最大収容人員約3000人のライブエンタテインメントホールは、ライブハウスの音響性能と空間の柔軟性を併せ持つ、従来のホールの枠を越えたマルチエンタテイメント環境である。平土間+客席上部を含む全面スノコ天井が幅広い演出を可能にし、客席後方は3層のスライディングウォール（吸音・遮音・止水）を開放することで、屋外広場に設けた断床と一体的に利用できる計画となっている。

## 施設
- 客席
3,018名（1階　スタンディング1,500 / 2階　着席678・立席154 / 3階　着席686）
※1階椅子設置の場合1,008席　　2階着席のみの場合754席
- バックヤード設備
1F：小楽屋/2室　中楽屋/1室　楽屋事務所　楽屋ロビー
2F：中楽屋/2室　大楽屋/2室　ラウンジ　シャワー室　洗濯室　喫煙室

## イベント

### コンサート
- hololive 2nd fes. Beyond the Stage Supported By Bushiroad（2020年12月21日 - 22日[4]）
- Re:ステージ! ワンマンLIVE!! ~Chain of Dream~（2021年4月17日 - 18日）
- 乃木坂46 28thSG アンダーライブ（2021年10月26日 - 28日）
- predia Final Live 〜Thank you for all my dia〜（2022年6月5日）
- 乃木坂46 30thSG アンダーライブ（2022年9月27日 - 29日）
- 猫又おかゆ 1st Live.『ぽいずにゃ〜しんどろーむ』Supported By Bushiroad（2022年9月30日[5]）
- YouTube FanFest（2022年12月6日）
- AKB48『武藤十夢卒業コンサート〜やるだけやったから後悔なんかねぇ!〜』（2023年2月28日[6]）

### その他のイベント
- 元日相撲（2021年1月1日）
- THE DANCE DAY2023 本戦（2023年5月6日）
- 達人戦立川立飛杯 本戦（2023年より、毎年11月もしくは12月）

## 周辺
周辺は立川駅を中心とする市街地に囲まれており、伊勢丹立川店、立川タクロス、IKEA立川などの商業施設と、昭和記念公園、たちかわ中央公園、たましん美術館、独立行政法人国立病院機構災害医療センターなどが立地する。たちかわ中央公園および東京都道43号立川東大和線を挟んで立飛リアルエステートの施設が立地する。

## アクセス
- 多摩都市モノレール 立川北駅から徒歩7分
- JR中央線・青梅線・南武線 立川駅から徒歩8分
- 西武拝島線玉川上水駅で多摩都市モノレールに乗り換え、高松駅から徒歩8分